# Colli Etruschi Viterbesi Canaiolo
Il Colli Etruschi Viterbesi Canaiolo è un vino DOC la cui produzione è consentita nella provincia di Viterbo.

## Caratteristiche organolettiche
- colore: rosso rubino intenso
- odore: caratteristico, armonico, persistente
- sapore: amabile, di corpo, più o meno tannico, armonico

## Produzione
Provincia, stagione, volume in ettolitri
- nessun dato disponibile